# 메르슈주

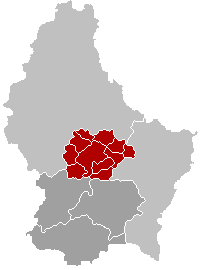
메르슈 주의 위치

메르슈주(룩셈부르크어: Kanton Miersch, 독일어: Kanton Mersch, 프랑스어: Canton de Mersch)는 룩셈부르크를 구성하는 12개 주 가운데 하나로, 행정 구역상으로는 룩셈부르크 구에 속한다. 주도는 메르슈이며 면적은 223.90km2, 인구는 24,226명(2005년 기준), 인구 밀도는 110명/km2, 높이는 201~436m이다. 11개 지방 자치체(Bissen, Boevange-sur-Attert, Colmar-Berg, Fischbach, Heffingen, Larochette, Lintgen, Lorentzweiler, Mersch(메르슈), Nommern, Tuntange)를 관할한다.